# محمود أحمد عواد
محمود أحمد عواد (1954-) مؤرخ فلسطيني، ولد في بلدة عورتا في قضاء نابلس. أنهى تعليمه الإبتدائي والإعدادي فيها ثم تعليمه الثانوي في مدرسة الصلاحية في نابلس.

## حياته
انتقل عواد إلى الأردن ليكمل تعليمه في الجامعة الأردنية فحصل على بكالوريوس التاريخ والآثار عام 1976، ثم الماجستير والدكتوراة من ذات الجامعة. وفي عام 1988 حصل على دبلوم في الإدارة من مانشستر/بريطانيا ودبلوم التأهيل التربوي من الجامعة الأردنية في عام 1990.
عمل في وزارة التربية والتعليم، وباحثاً في التاريخ الإقتصادي في مؤسسة آل البيت، ثم انتقل للعمل أستاذاً مساعداً في قسم التاريخ في جامعة الخليل، وأستاذ مساعد في جامعة النجاح الوطنية، ومديراً لفرع جامعة القدس المفتوحة في محافظات شمال فلسطين.

## أعماله
للمؤرخ العديد من الأبحاث العلمية، ومنها:
- الإيلاف، منشور في مجلة المنار المجلد الأول 1996.
- لباس المقابلة حتى نهاية العصر الأموي، منشور في مجلة المنار 1996.
- شورى القتال حتى نهاية العصر الأموي، بحث محكم 1997..
- تجربة جامعة القدس المفتوحة في التعليم المفتوح والتعليم عن بعد، بحث محكم منشور ضمن فعاليات الندوة الدولية للتعليم عن بعد والمنعقد في تونس عام 1998.

له عدة بحوث غير منشورة، ومنها:
- دور المؤرخ في توجيه فلسفة التاريخ.
- بدايات تكوين البحرية العربية الإسلامية وتطورها حتى نهاية العصر الأموي.
- من تراثنا التربوي الإسلامي الخالد: أبو حنيفة الدينوري.
- من تراثنا التربوي الإسلامي الخالد: الجاحظ.

له أيضاً بحوث محكمة لمؤتمرات علمية منها:
- الفكر التربوي عند الإمام الزرنوجي: بحث محكم لمؤتمر العلوم التربوي بين الأصالة والمعاصرة، والذي عقد في رحاب جامعة اليرموك عام 1997م.
- الجيش في الدولة الإسلامية حتى نهاية القرن الثالث الهجري، بحث محكم في کتاب مرجع في تاريخ الأمة العربية للمنظمة العربية للتربية والثقافة والعلوم.
- ورقة عمل بعنوان: الشبكة العربية للتعليم المفتوح والتعليم عن بعد، مقدمة إلى الاجتماع الإقليمي حول: العالم العربي ومجتمع المعلوماتية، تونس عام 1998م.